# Gabriela Beatriz Estévez
Gabriela Beatriz Estévez  (Buenos Aires, 11 de febrero de 1978) es una psicóloga y política argentina del Partido Justicialista, que se desempeña como diputada nacional por la provincia de Córdoba desde 2015.

## Biografía
Nació en Buenos Aires en 1978, en el seno de una familia de inmigrantes gallegos que se habían asentado originalmente en la provincia de Corrientes. Estudió psicología en la Universidad Abierta de Cataluña, recibiéndose en 2008, y cuenta con una licenciatura en violencia intrafamiliar y género por la Universidad Siglo XXI y una licenciatura en seguridad social por la Asociación Internacional de la Seguridad Social.
Fue nombrada asesora de la Junta Ejecutiva del Consejo Provincial de la Mujer de Córdoba en 2008, cargo que ocupó hasta 2010. Desde entonces, fue jefa regional de la sede de Córdoba de la Administración Nacional de la Seguridad Social (ANSES) entre 2012 y 2015. Es miembro de La Cámpora.
En las elecciones legislativas de 2015, fue la primera candidata a diputada nacional en la lista del Frente para la Victoria (FPV) en la provincia de Córdoba, por delante de Juan Manuel Pereyra. La lista del FPV recibió el 18,10% de los votos y resultaron elegidos tanto Estévez como Pereyra. Fue reelegida en las elecciones legislativas de 2019, ocupando el segundo lugar de la lista del Frente de Todos, que obtuvo el 22,30% de los votos.
Como diputada nacional, fue partidaria de la legalización del aborto en Argentina. Votó a favor de los dos proyectos de ley de Interrupción Voluntaria del Embarazo que fueron debatidos por el Congreso argentino en 2018 y 2020. También participó en la redacción y presentación del proyecto de ley sobre el cupo laboral travesti y trans, que fue aprobado por el Congreso en 2021.
Se desempeña como vicepresidenta segunda de la comisión de Mujeres y Diversidad e integra como vocal las comisiones de Cultura; de Legislación General; de Obras Públicas; de Población y Desarrollo Humano; de Recursos Naturales y Conservación del Ambiente Humano; y de Turismo.
Antes de las elecciones primarias de 2021, fue confirmada como la segunda precandidata del Frente de Todos al Senado de la Nación en la provincia de Córdoba, detrás del senador Carlos Alberto Caserio.
En las Elecciones provinciales de Córdoba de 2023 fue candidata a vicegobernadora acompañando al intendente de Embalse (2007-2023), Federico Alesandri en la fórmula de Creo en Córdoba de Todos que salió sexto sacando 43.186 votos el 2,24%, además ambos también encabezaban la lista de legisladores provinciales pero solo Alesandri fue electo. Ese mismo año fue nuevamente candidata a diputada nacional en las Elecciones legislativas buscando su segunda reelección la cual logra al encabezar la boleta siendo la única de su espacio al sacar 286.615 votos el 12,60 %